# Лесничая, Ефросинья Павловна
Ефроси́нья Па́вловна Лесни́чая (4 октября 1903, д. Брюшково, Дриссенский уезд, Витебская губерния, Российская империя — 30 сентября 1976, Верхнедвинский район, Витебская область, БССР, СССР) — звеньевая семеноводческого колхоза «Профинтерн» Дриссенского района Полоцкой области Белорусской ССР, Герой Социалистического Труда (1949).

## Биография
Родилась 4 октября 1903 года в деревне Брюшково Дриссенского уезда Витебской губернии (ныне Верхнедвинского района Витебской области Республики Беларусь) в семье крестьянина. По национальности белоруска.
В 1931 году вступила в колхоз «Новый мир» Дриссенского района. Во время Великой Отечественной войны пережила оккупацию, в 1944 году устроилась звеньевой льноводческого звена в колхозе «Профинтерн» Дриссенского района Полоцкой области (ныне Верхнедвинского района Витебской области). По итогам 1948 года её звено собрало урожай льна-долгунца 6,4 центнера с гектара на участке в 5 гектаров.
Указом Президиума Верховного Совета СССР от 28 марта 1949 года «за получение высоких урожаев льна» удостоена звания Героя Социалистического Труда с вручением ордена Ленина и золотой медали «Серп и Молот».
Восемь лет проработала звеньевой по льну, с 1958 года была полеводом в колхозе имени Ильича. В 1953 году вступила в КПСС.
Умерла 30 сентября 1976 года, похоронена на сельском кладбище у деревни Луначарское Верхнедвинского района.
Награждена орденом Ленина (28.03.1949), медалями.